# Rita Akaffou
Rita Akaffou est une footballeuse internationale ivoirienne née le 5 décembre 1986. Elle évolue au poste de milieu de terrain.

## Biographie
Elle comptabilise 36 sélection et 4 buts avec la sélection ivoirienne. 
Elle participe avec la sélection ivoirienne à la Coupe du monde 2015 organisée au Canada. Lors du mondial, elle joue trois matchs : contre l'Allemagne, la Thaïlande, et la Norvège. Il s'agit de trois défaites.  
Elle joue en Ligue 1 ivoirienne avec le club de la Juventus Yopougon depuis juillet 2014.

## Carrière
- Juillet 2014 - :  Juventus Yopougon[4]